# 뮤직 EXPRESS
뮤직 EXPRESS는 OBS 라디오에서 평일 낮 12시 4분, 주말 낮 12시에 방송중인 프로그램이다.

## 역대 DJ
- 1대 : 김지유 (OBS경인TV 아나운서) (2023년 3월 31일 ~ 2025년 2월 2일)
- 임시 : 소영선 PD (2025년 2월 3일 ~ 2025년 2월 17일)
- 2대: 최지해 아나운서 (OBS경인TV 아나운서) (2025년 2월 18일 ~ 2025년 4월 20일)
- 3대: 주혜경 (OBS 라디오 아나운서, 전 경기방송 아나운서) (2025년 4월 21일 ~ 현재)

## 역대 방송시간
| 방송 채널  | 방송 기간                         | 방송 시간                                                                                          |
| ---------- | --------------------------------- | -------------------------------------------------------------------------------------------------- |
| OBS 라디오 | 2023년 3월 31일 ~ 2023년 8월 13일 | 평일 낮 12:04 ~ 오후 2:00, 주말 낮 12:00 ~ 오후 2:00 (생방송), 매일 밤 12:00 ~ 새벽 2:00 (재방송)  |
| OBS 라디오 | 2023년 8월 14일 ~ 2024년 2월 18일 | 평일 낮 12:15 ~ 오후 2:00, 주말 낮 12:00 ~ 오후 2:00 (생방송), 매일 새벽 3:00 ~ 새벽 4:57 (재방송) |
| OBS 라디오 | 2024년 2월 19일 ~ 2024년 12월 1일 | 평일 낮 12:04 ~ 오후 2:00, 주말 낮 12:00 ~ 오후 2:00 (생방송), 매일 새벽 3:00 ~ 새벽 4:57 (재방송) |
| OBS 라디오 | 2024년 12월 2일 ~ 현재            | 평일 낮 12:04 ~ 오후 2:00, 주말 낮 12:00 ~ 오후 2:00 (생방송), 매일 새벽 4:00 ~ 아침 6:00 (재방송) |

## 코너

### 매일 코너
- 음악적 오늘 (매일, 1부)
- 언니의 노래 (매일, 2부)
- 소.지.품 (매일, 4부)
- 응원 EXPRESS (매일, 4부)

### 요일별 코너
- 가요 다섯 고개 (월요일, 3부)
- 무엇이든 물어볼게요 (화요일, 3부)
- 빠진 가사 찾기 (수요일, 3부)
- 뮤익 ost (목요일, 3부)
- 키워드 앙케이트 (금요일, 3부)